# Phreatia klossii
Phreatia klossii är en orkidéart som beskrevs av Henry Nicholas Ridley. Phreatia klossii ingår i släktet Phreatia och familjen orkidéer. Inga underarter finns listade i Catalogue of Life.